# Sjundeå järnvägsstation
Sjundeå järnvägsstation (finska: Siuntion rautatieasema) är en järnvägsstation på Kustbanan Åbo-Helsingfors i den nyländska kommunen Sjundeå. Huvudstadsregionens närtrafiks Y-tåg och X-tåg har sin ändhållplats vid stationen.
Avståndet från Kyrkslätts järnvägsstation är 21,7 kilometer och från Ingå järnvägsstation 19,3 kilometer. Stationen har ungefär 372 passagerare per dygn.

## Historia och arkitektur
Stationsbyggnaden, som nuförtiden fungerar som privatbostad, byggdes 1898–1899 efter ritningar av Järnvägsstyrelsens överarkitekt Bruno Granholm. Också ett vattentorn byggdes på stationsområdet och en sidospår leddes från bangården till ett tegelbruk som låg sydväst om stationen. När Kustbanan byggdes fanns det bara få byggnader i Sjundeå stationssamhälle. Området låg 5 km söder från Sjundeå kyrkoby vid byvägen som ledde från Sjundeå S:t Petri kyrka mot Pickala till landsvägen mellan Helsingfors och Ekenäs.
I oktober 1944 blev Sjundeå station en del av det av Sovjetunionen arrenderade Porkala hyresområde. Efter den så kallade Porkalaparentesens avslutats i maj 1956 öppnades stationen åter för vanlig trafik. På 1960-talet började Sjundeå stationssamhälle växa. Redan på 1970-talet var stationssamhället tydligt större än Sjundeå kyrkby och den största delen av kommunala och merkantila tjänster hade flyttats från kyrkbyn till stationssamhället.
Godstrafiken vid Sjundeå järnvägsstation slutades 1990 och biljettförsäljningen stängdes 1991. Fjärrkontrollen av kustbanans Sjundeå-del tog man i bruk på hösten 1993. Den gamla stationen överfördes från Banförvaltningscentralen till Senatfastigheter som sålde stationsbyggnader till privatpersoner 2007.

## Bilder

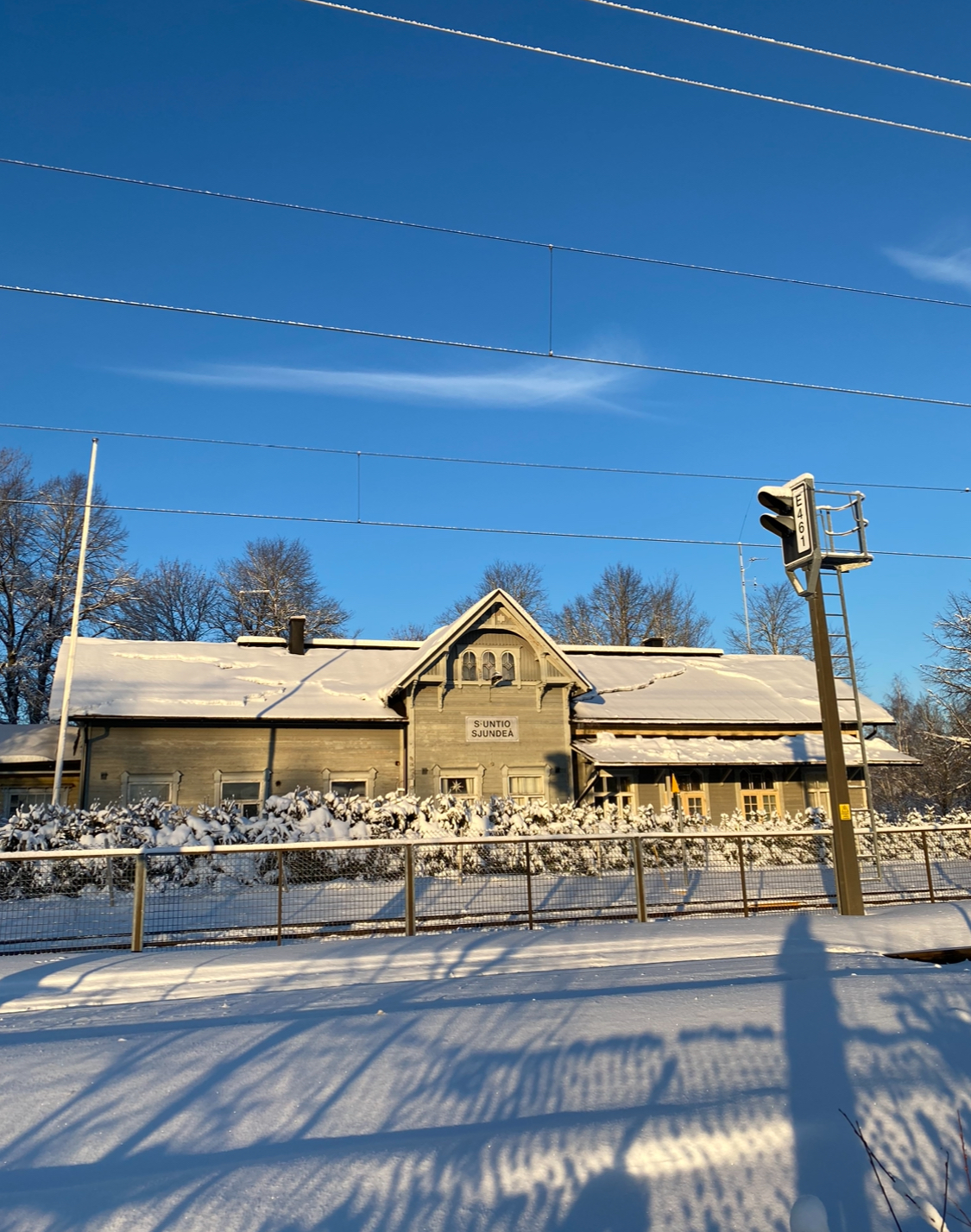
Sjundeå järnvägsstation i januari 2024.
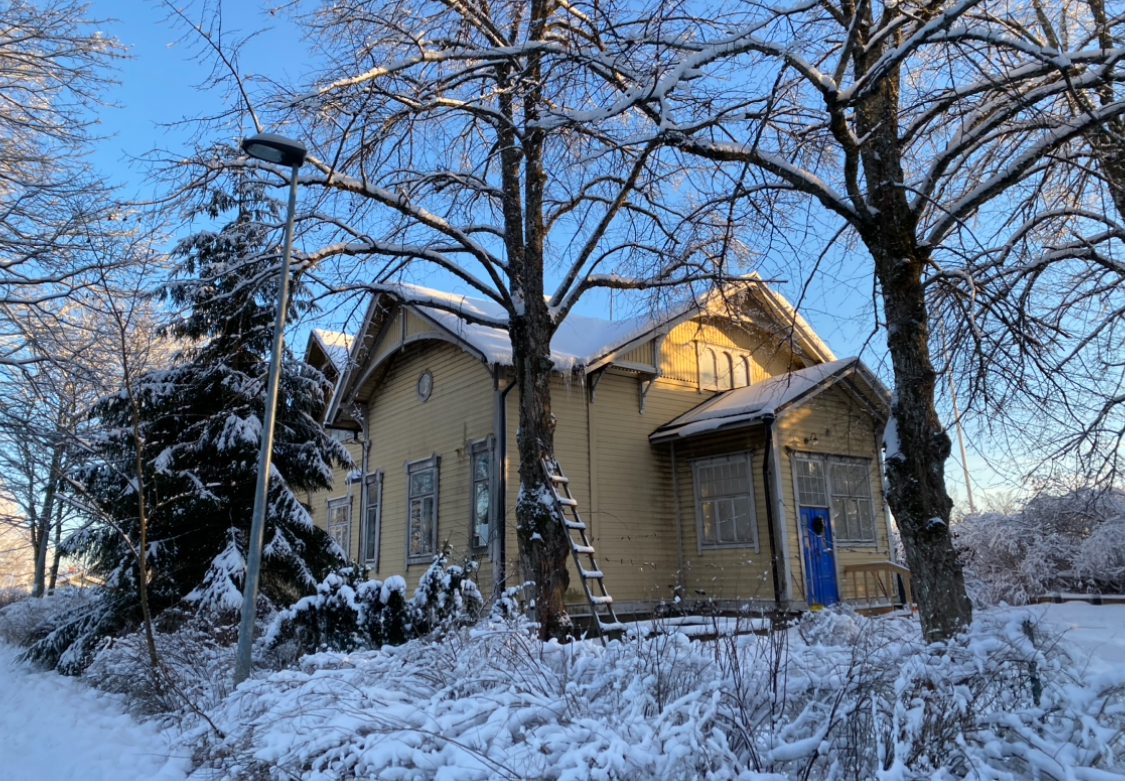
Stationsbyggnadens baksida.
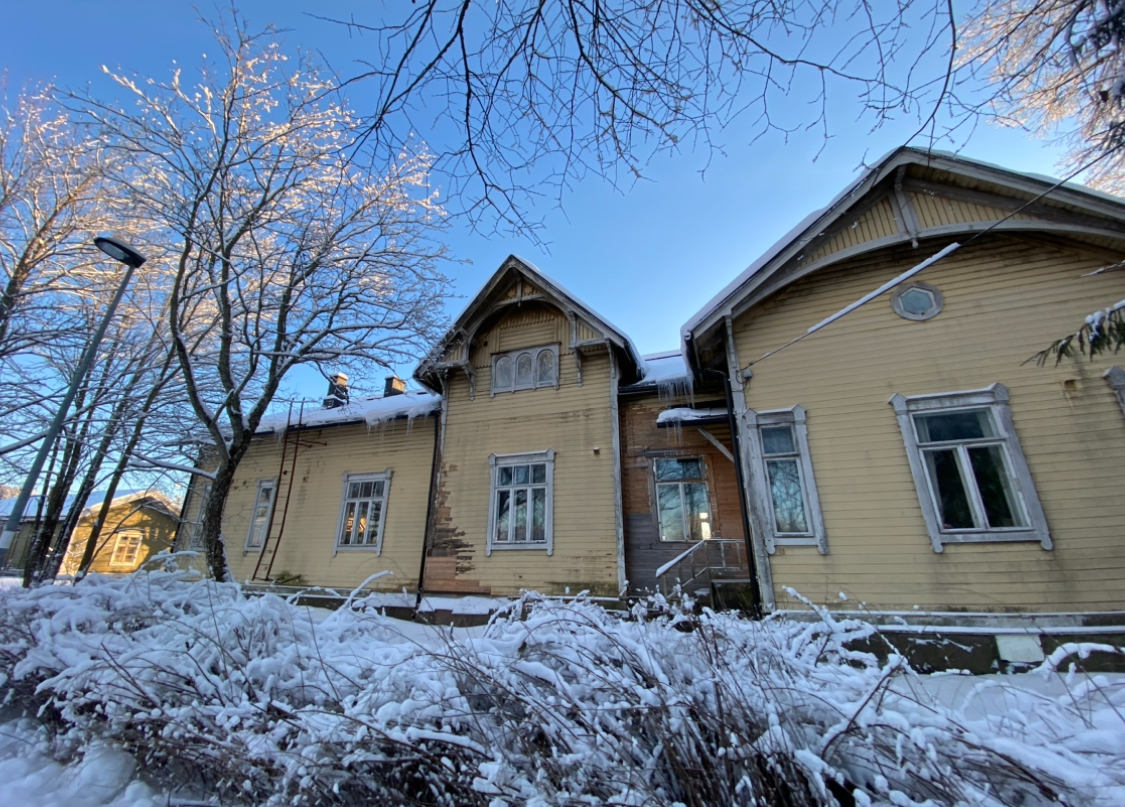
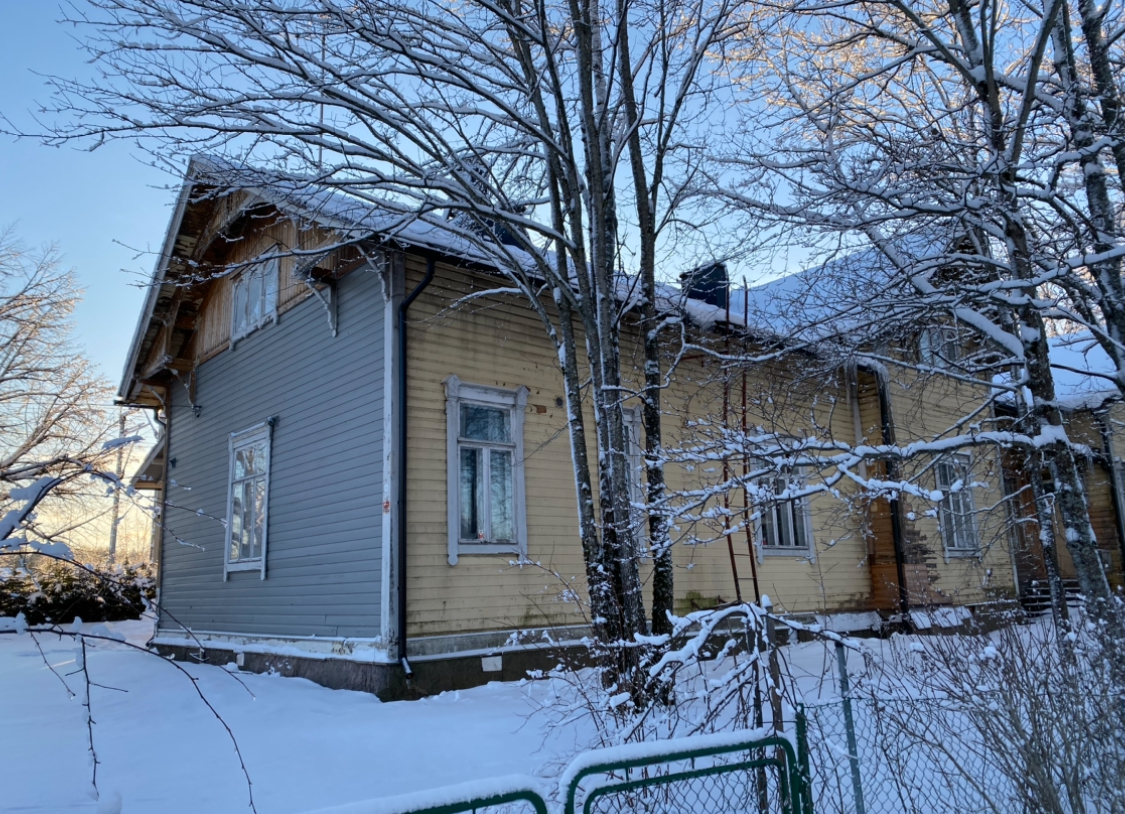
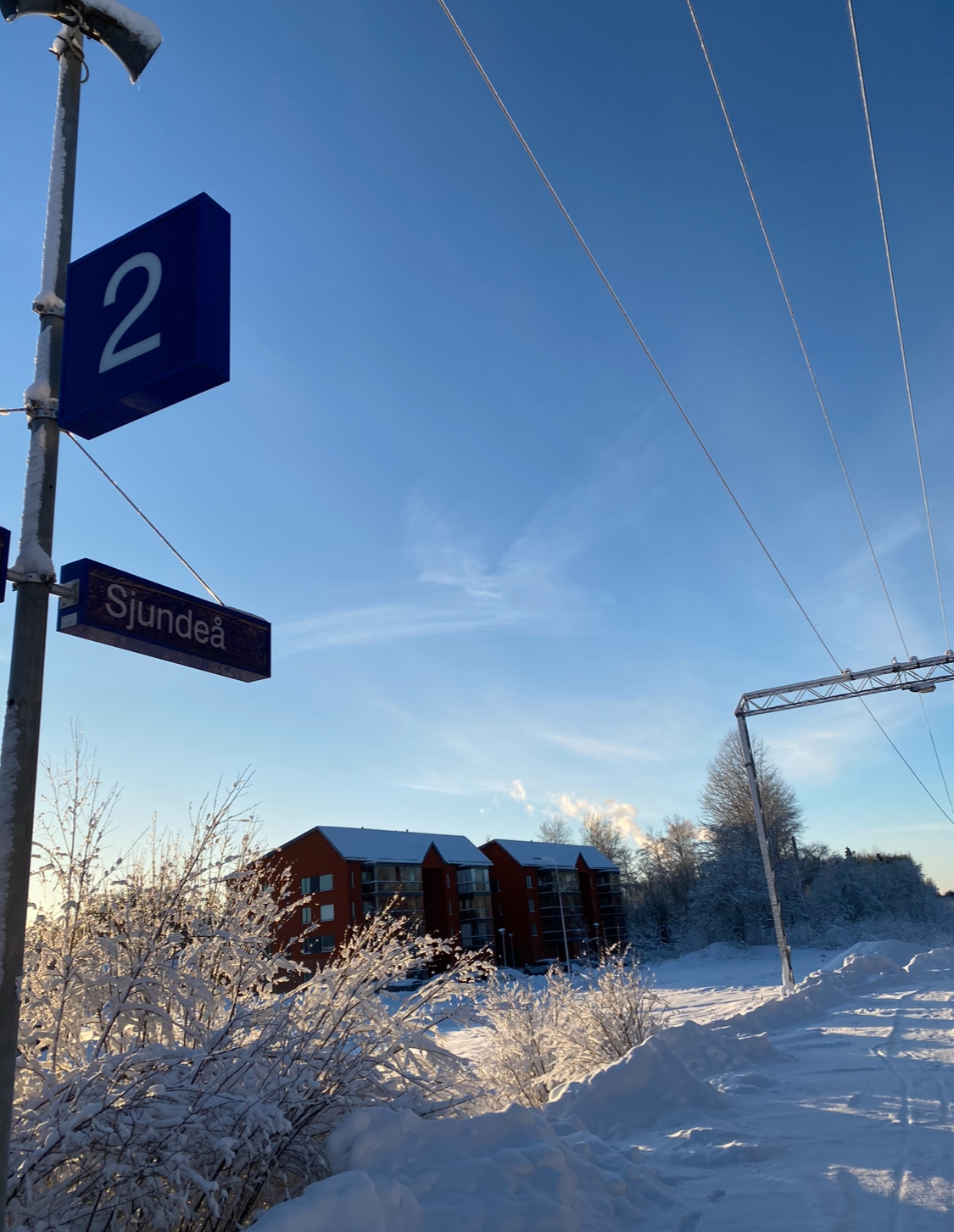
Spår 2 vid Sjundeå station.
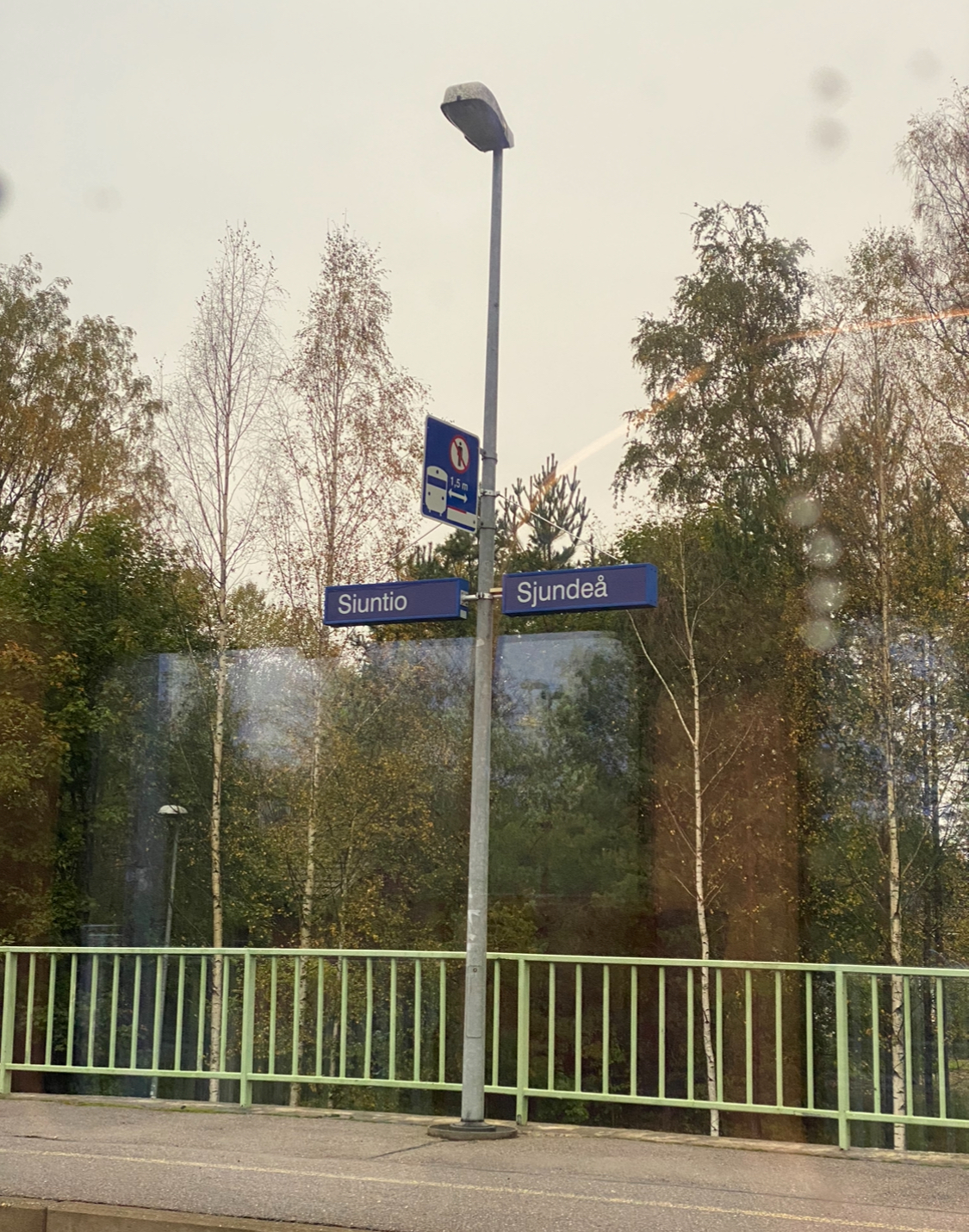
Skyltar vid Sjundeå station.
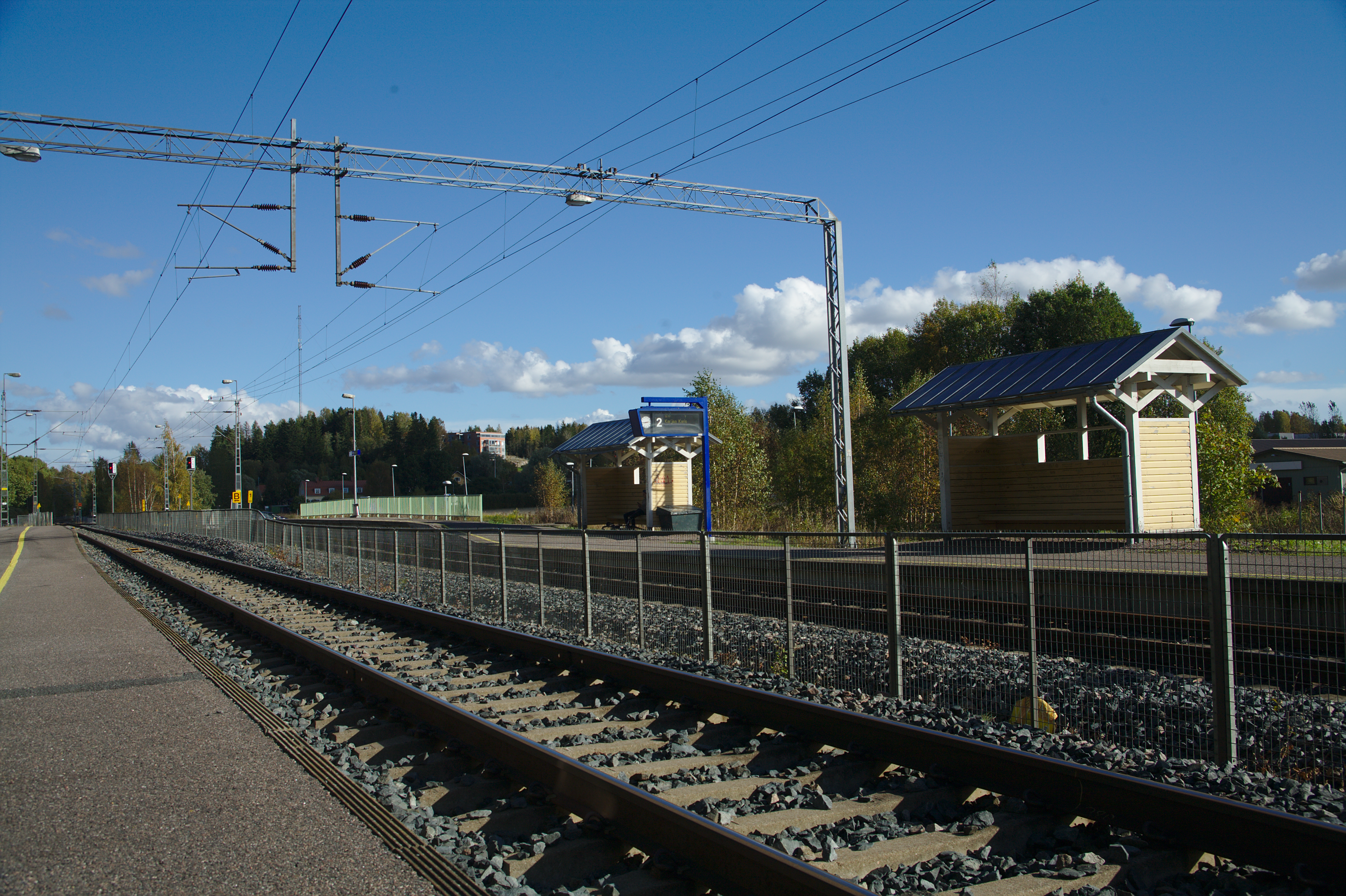
Bangården.
Sjundeå station år 2015.